# Wolfgang Falck (Politiker)
Wolfgang Falck (* 13. Februar 1925 in Fürstenwalde; gestorben am 28. Juni 2021 in Geretsried) war ein deutscher Politiker (SRP), Abgeordneter des Niedersächsischen Landtages und Verwaltungs- und Personaldirektor von INA.

## Leben
Nach dem Kriegsdienst studierte Falck Psychologie an der Universität Göttingen und schloss mit dem Diplom ab. Falck zählte zu den neun Parteigründern der Sozialistischen Reichspartei (SRP). Für diese wurde er ab 6. Mai 1951 als Mitglied des Niedersächsischen Landtages (2. Wahlperiode) gewählt. Vom 8. Februar 1952 bis 23. Oktober 1952 war er Vorsitzender des Ausschusses für Gesundheitswesen. Im Zeitraum von Juli 1952 bis 23. Oktober 1952 trat er als Mitglied der Fraktion der Abgg. Dr. Schrieber und Gen. auf. Das Mandat von Falck erlosch wie das anderer SRP-Fraktionsmitglieder am 23. Oktober 1952 durch ein Urteil des Bundesverfassungsgerichts.
In München machte sich als Unternehmensberater selbstständig, wo die Brüder Wilhelm und Georg Schaeffler auf ihn aufmerksam wurden. Anfang 1955 trat er dem Unternehmen als Direktionsassistent ohne besondere Aufgaben bei, am 1. September des gleichen Jahres wurde Falck mit dem Personalwesen betraut. Ende 1960 erhielt er Prokura, ein Jahr später wurde er in die Geschäftsleitung berufen und 1964 zum Direktor des Geschäftsbereichs Verwaltung berufen. Zu Falcks Verdiensten zählen der Aufbau der Werkfeuerwehr ab 1956, des Betrieblichen Vorschlagswesens im Juli 1957 und der Einführung der EDV im gleichen Jahr. Mit der Einrichtung eines Rechenzentrums mit dem IBM System/360 machte Falck die INA zu einem Vorreiter in der Industrie. Der Aufbau des werksärztlichen Dienstes und des Betriebssports waren weitere Schwerpunkte von Falcks Aufgaben. Für Führungskräfte richtete Falck ab Ende der 1950er Jahre Weiterbildungen in Menschenführung ein. 1990 trat Falck bei INA in den Ruhestand.
Über Falcks politisches Wirken bei INA schreibt der Historiker Gregor Schöllgen: "Die Schaefflers wissen, wen sie sich da holen, und Falck bleibt in Herzogenaurach seiner politischen Linie treu. (...) Willy Brandt, seiner Partei, der SPD, und seiner sozialliberalen Regierung wird der politische Kampf angesagt. Dagegen haben die Schaeffler-Brüder offenkundig nichts einzuwenden." Aber die Schaeffler-Brüder hätten Falck nicht wegen seiner politischen Biographie geholt, sondern weil er ein "umtriebiger, umsichtiger und entschlossener Personaler" gewesen sei. Die 1956 von Falck gegründete Mitarbeiterzeitschrift Werk und Leben sei bis in die 1970er Jahre ein "politische(s) Kampforgan mit starkem Rechtsdrall" gewesen. In Bayern angekommen, habe sich Falck in der CSU engagiert und gegen die SPD mobil gemacht. Weil er nicht weiter ging, habe es bis zu Falcks Ruhestand keine nennenswerten Differenzen mit dem Betriebsrat oder der IG Metall gegeben.
2021 starb er im Alter von 96 Jahren.